# قورباغه پلنگی بازمانده
قورباغه پلنگی بازمانده (نام علمی: Lithobates onca) نام یک گونه از تیره قورباغه‌های اصلی است.